# Aperto Piano Quartett
Das Aperto Piano Quartett (APQ) ist ein deutsches Klavierquartett, das im Jahr 2000 gegründet wurde. Gründungsmitglieder waren Frank-Immo Zichner (Klavier), Gernot Süßmuth (Violine), Felix Schwarz (Viola) und Hans-Jakob Eschenburg (Violoncello).
Seit 2017 spielt das APQ in folgender Besetzung: Frank-Immo Zichner (Klavier), Frank Reinecke (Violine), Stefan Fehlandt (Viola) und Jonathan Weigle (Violoncello), der 2025 auf eigenen Wunsch ausschied und durch Stephan Forck ersetzt wurde.
Das Ensemble hat mehrere Stücke uraufgeführt, die eigens für das Aperto Piano Quartett komponiert wurden.

## Uraufführungen
- 2002: Juliane Klein: Suite für Klavierquartett, Sopran, Bariton und 13 Instrumente. Text von Katharina Höcker; Uraufführung (UA) am 21. Juni 2002 im Kammermusiksaal der Berliner Philharmonie; EJK0077
- 2007: Christian Jost: Spinnwebwald, in memoriam Akira Kurosawa; UA am 26. Februar 2008 im Herzog-Friedrich-August-Saal in Wiesbaden; Schott 52935
- 2008: Elena Mendoza: Nebelsplitter, für Klavier und Streichtrio; UA am 25. Oktober 2008 in der Sempergalerie in Dresden; Edition Peters 32948
- 2009: Krzysztof Meyer: Quartett op. 112; UA am 3. Juli 2010 in Kościerzyna (Polen); 3. Kaszubskie Lato Muzyczne-Festiwal Muzyki Kameralnej; Edition pro nova[1]

## Diskographie (Auswahl)
- Gabriel Fauré: Die Klavierquartette. hrMEDIA 2000
- Juliane Klein: Suite (Auftragswerk des APQ)  WER 6559 22004
- Max Reger: Streichtrios und Klavierquartette. Naxos 8.570785, Naxos 8.570786 2008[2]
- Elena Mendoza: Nebelsplitter (Auftragswerk des APQ) 2008, Kairos 0012882KAI(2008)
- Poland abroad. Konstanty Regamey: Quintett für Klarinette, Fagott, Violine, Cello & Klavier (1944); Józef Koffler: Love, Kantate op. 14 für Sopran, Klarinette, Viola & Cello (1931); Simon Laks: Divertimento für Flöte, Violine, Cello & Klavier 1966, eda records EDA 37